# 金剛夜叉明王

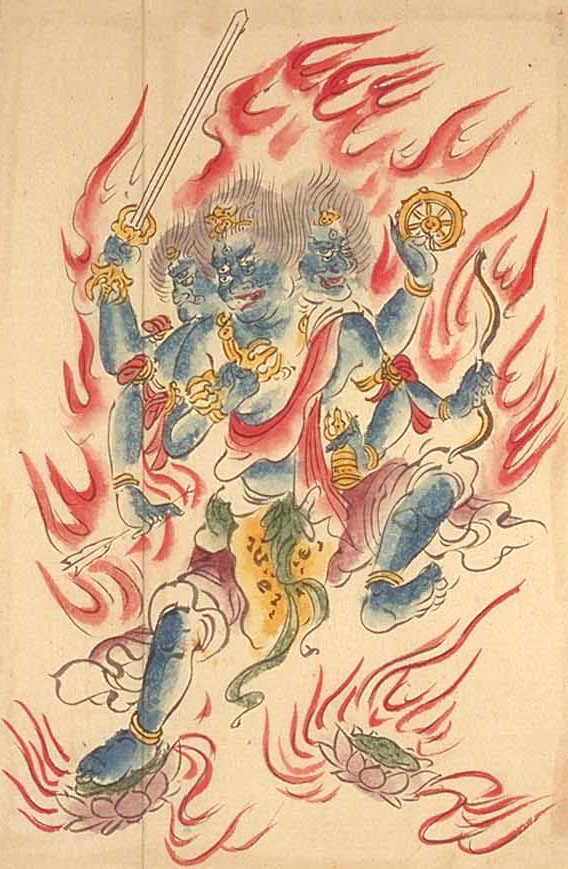
金剛夜叉明王　図像抄（平安時代）

金剛夜叉明王是密教五大明王之一，北方的守護神。又稱金剛焰口明王、大黑明王、金剛噉食明王、金剛盡明王。

## 概說
此明王為不空成就佛的憤怒化身，降伏了很多食人的夜叉，通常是三頭六臂，持弓、箭、劍、法輪、降魔杵、金剛鈴等法器，象徵摧毀一切邪魔，啖食一切汙穢，為佛教的守護神。在許多宗派中，此明王即烏樞沙摩明王或者穢跡金剛的另一個化身。

## 脚注
1. ↑  『仁王經』

## 關連項目
- 帝釋天